# The Cactus Revisited
The Cactus Revisited è un album di remix del gruppo musicale hip hop statunitense 3rd Bass, pubblicato nel 1991.
| Recensione | Giudizio |
| ---------- | -------- |
| AllMusic   | [ 1 ]    |

## Tracce
Musiche di 3rd Bass.
1. 1The Gas Face – 2:13 (testo: Michael Berrin, P. Nash, Prince Paul)
2. The Cactus – 5:48 (testo: Berrin, Nash)
3. Wordz of Wizdom – 8:00 (testo: Berrin, Nash)
4. 3 Strikes 5000 – 4:14 (testo: Berrin, Nash, Gee Dijani, John Gamble, R. Lawsen, D. Ross)
5. Brooklyn-Queens – 7:16 (testo: Berrin, Nash, Prince Paul)
6. Product of the Environment – 4:27 (testo: Berrin, Nash)
7. Steppin' to the A.M. – 4:36 (testo: Berrin, Nash, Eric Sadler, Hank Shocklee, Keith Shocklee)